# Chrysophora chrysochlora
Chrysophora chrysochlora är en skalbaggsart som beskrevs av Pierre André Latreille 1812. Chrysophora chrysochlora ingår i släktet Chrysophora och familjen Rutelidae. Inga underarter finns listade i Catalogue of Life.